# L'implacabile (film 1987)
L'implacabile (The Running Man) è un film del 1987 diretto da Paul Michael Glaser.
Liberamente tratto dal romanzo L'uomo in fuga di Stephen King (che lo pubblicò con lo pseudonimo di Richard Bachman nel 1982), il film vede nel cast Arnold Schwarzenegger nel ruolo del protagonista Ben Richards, affiancato da attori d'eccezione come il lottatore di wrestling Jesse Ventura, l'ex campione di football americano Jim Brown, Richard Dawson in una versione parodistica del suo stesso ruolo più famoso (presentatore del celebre spettacolo televisivo statunitense Family Feud).

## Trama
Nel 2017 l'economia globale è collassata e gli Stati Uniti d'America sono diventati un regime totalitario che censura ogni attività culturale. Il Governo ha pacificato la popolazione mandando in televisione un programma in stile gladiatorio chiamato Running Man, guidato dal cinico Damon Killian, dove dei carcerati (chiamati "Corridori") vengono sottoposti a crudeli e disumane prove di sopravvivenza o a scontri sanguinolenti contro dei colorati serial killer professionisti (gli "Sterminatori"). Se sopravvivono e superano i quattro quadranti del gioco (ciascuno suddiviso in cento aree) entro tre ore, i vincitori possono ottenere tre premi, tra i quali il più ambito è sicuramente la libertà.
Durante una pattuglia notturna sui cieli di Bakersfield al pilota militare Ben Richards viene ordinato di sparare sulla folla che preme per avere cibo; rifiutando di eseguire gli ordini viene tramortito dai suoi stessi commilitoni e, a massacro avvenuto, gli viene data tutta la colpa della strage grazie ad un falso video montato ad arte che lo vede come unica mente ed autore dell'attacco. Diciotto mesi più tardi, nell'ottobre del 2019, Richards riesce ad evadere dal campo di lavoro forzato dove era stato imprigionato con l'aiuto dei suoi amici, William Laughlin e Harold Weiss, e si reca a Los Angeles da suo fratello dopo aver rifiutato d'unirsi alla resistenza contro il Governo. Ma Richards scoprirà che suo fratello è stato arrestato e il suo appartamento è adesso occupato da Amber Mendez, una musicista di ICS, il canale che trasmette Running Man. Richards tenta di fuggire alle Hawaii (che, in questo futuro, sono diventate uno Stato indipendente) portando in ostaggio Amber, ma viene catturato e condotto alla ICS dove Killian lo costringe ad essere il Corridore nella nuova puntata di Running Man, con la minaccia che se non l'avesse fatto, avrebbe sottoposto al gioco Weiss e Laughlin. Prima dell'inizio della competizione, un furioso Richards scopre che i suoi due compagni sono stati ugualmente selezionati come Corridori e giura vendetta a Killian.
I tre vengono attaccati dal primo Sterminatore, il professor Sottozero, un corpulento giocatore di hockey armato di bastone affilato. Sotto gli occhi di Killian, Richards riesce ad uccidere Sottozero squarciandogli la gola con del filo spinato. Ciò sconvolge gli spettatori, che per la prima volta nella storia di Running Man hanno assistito alla morte di uno Sterminatore.
Laughlin e Weiss, entrambi membri della resistenza, cercano di sfruttare la loro attuale situazione cercando il trasmettitore base della rete, di cui conoscono la posizione all'interno della zona di gioco. Intanto Amber, insospettita dal telegiornale che incrimina Richards di omicidi che egli non ha compiuto all'aeroporto durante la sua cattura, scopre la vera natura corrotta dell'organizzazione dopo aver trovato i dati falsificati sul massacro di Bakersfield, ma viene scoperta e mandata pure lei nella puntata di Running Man, dove riesce a unirsi con il trio di Corridori. I quattro vengono separati da due Sterminatori: Buzzsaw, un folle motociclista armato di motosega e Dynamo, un baritono che indossa un'armatura lampeggiante capace di sparare potenti fulmini dalle mani. Laughlin viene ferito mortalmente da Buzzsaw, che viene però brutalmente eliminato da Richards. Weiss e Amber riescono a localizzare il sistema del trasmettitore con l'accesso ai codici, ma Weiss viene folgorato da Dynamo. Alle urla di Amber, Richards la soccorre e dopo uno spericolato inseguimento fa ribaltare il kart di Dynamo. Anziché uccidere lo Sterminatore in difficoltà, Richards lo risparmia limitandosi a bloccarlo all'interno del suo mezzo.
Prima di morire, Laughlin rivela che la base della resistenza si trova nascosta all'interno di una zona del gioco. Intanto Killian, vedendo come il pubblico tifi per Richards anziché per gli Sterminatori, propone a Ben di diventare un nuovo Sterminatore, ma Richards rifiuta fermamente. Richards e Amber affrontano il prossimo Sterminatore, Fireball, un gladiatore capace di volare con un jet pack e armato di lanciafiamme. Questo spinge Amber fino a una fabbrica abbandonata dove trova i corpi carbonizzati dei Corridori precedenti, scoprendo quindi che i vincitori della gara sono stati uccisi lo stesso. Prima che Fireball possa ucciderla, Richards la salva facendo esplodere lo Sterminatore lanciandogli un candelotto sulle sue bombole di gas. Frustrato dalle continue perdite, Killian trucca la puntata facendo credere al pubblico che Amber e Richards siano stati uccisi dallo scontro con il wrestler Captain Freedom (che in realtà è uno Sterminatore ritirato che si era pure rifiutato di combattere contro Richards). Catturati e portati alla base della resistenza, Richards e Amber vengono a conoscenza della loro falsificata "morte". Richards, dato che tutti lo credono morto, decide che è arrivato il momento di agire.
Usando i codici presi da Weiss, che prima di essere ucciso ha passato ad Amber, la resistenza prende possesso del satellite della ICS mentre Richards porta i migliori soldati ribelli agli studi del canale, che conquistano riuscendo a trasmettere al pubblico i filmati che provano l'innocenza di Richards e di come i "vincitori" del gioco siano stati uccisi. Richards poi entra nella sala di presentazione di Running Man, sconcertando il pubblico e telespettatori e prendendone il controllo dopo uno scontro a fuoco contro le forze di sicurezza. Intanto Amber viene attaccata da Dynamo, ma con un cieco colpo di pistola riesce ad innescare il sistema antincendio bagnando l'armatura elettrificata di Dynamo, che muore folgorato. Richards si confronta con l'impotente Killian, che viene abbandonato al suo destino pure dalla guardia del corpo. Il presentatore prova allora a farsi perdonare le sue azioni, spiegando che voleva solo soddisfare l'amore degli statunitensi verso la televisione. Richards ignora le scuse e uccide Killian, mandandolo su una slitta a razzo contro il suo cartellone pubblicitario.
Mentre il pubblico applaude alla fragorosa fine dello spietato conduttore, Richards e Amber si scambiano un bacio uscendo dallo studio.